# Jack the Stripper
Jack the Stripper war der Spitzname eines unidentifizierten Serienmörders, der zwischen 1964 und 1965 in West-London mehrere Prostituierte tötete und deren entkleidete Leichen in der Nähe der Themse oder in Industriegebieten ablegte. Insgesamt werden sechs Morde offiziell zu den sogenannten „Hammersmith Nude Murders“ gezählt, zwei weitere Fälle aus den Jahren 1959 und 1963 werden jedoch von einigen Ermittlern ebenfalls in Verbindung gebracht.

## Mordserie
Am 17. Juni 1959 fanden patrouillierende Polizisten in Duke's Meadows im Stadtteil Chiswick die nahe der Themse an eine Weide gelehnte Leiche der Prostituierten Elizabeth Figg. Ihr Kleid war aufgerissen, so dass die Brüste entblößt waren. Sie war erwürgt worden. Am 8. November 1963 wurde am gegenüberliegenden Flussufer knapp eine Meile entfernt der nur mit einem Nylonstrumpf bekleidete Körper der zweiundzwanzigjährigen Prostituierten Gwynneth Rees auf einem Müllhaufen gefunden. Laut gerichtsmedizinischer Untersuchung war sie erdrosselt worden und ihr fehlten Zähne. Sie war zuletzt am 29. September 1963 gesehen worden. Als Nächstes wurde am 2. Februar 1964 nahe der Hammersmith Bridge von Ruderern die bis auf ein Paar Strümpfe unbekleidete Leiche der dreißigjährigen Hannah Tailford gefunden. Auch ihr fehlten Zähne und sie war erdrosselt worden. Der Täter hatte ihr ihre Unterwäsche in den Mund gestopft. Sie war zuletzt am 24. Januar 1964 lebend gesehen worden. Die Leiche hatte etwa eine Woche im Wasser gelegen. Am 8. April 1964 wurde aus der Themse die nackte Leiche von Irene Lockwood geborgen, etwa in der Mitte der Fundorte von Figg und Tailford. Die Leiche war höchstens zwei Tage im Wasser gewesen und erst nach dem Tod dorthin gekommen. Wie Rees und Tailford war sie mit einem Stoffstreifen oder einer Binde erdrosselt worden. Die sechsundzwanzigjährige Lockwood war zuletzt am 7. April 1964 in Chiswick gesehen worden. Das fünfte Opfer war die zweiunzwanzigjährige Helen Barthelemy. Ihre am 24. April 1964 aufgefundene unbekleidete Leiche war in einer Gasse in Brentford gefunden worden. Auch sie war erdrosselt worden. Schmutz an ihrem Körper deutete darauf hin, dass die Leiche zuvor anderswo gelagert worden war. Am Körper wurden feine verschiedenfarbige Spritzer von Farbe gefunden, wie sie für das Besprühen von Autos, Möbeln und bei Metallarbeiten verwendet wurde. Ähnliche feine Farbspritzer fanden sich auch an der sechsten Leiche. Die dreißigjährige Mary Fleming war in einer Wohnstraße in Chiswick abgelegt worden, Verletzungen deuteten darauf hin, dass sie sich gewehrt hatte, bevor sie erdrosselt wurde. Nachbarn wollten ein sich rasch entfernendes Auto gehört haben, bevor sie gefunden worden war. Frances Brown, das siebte Opfer, war zuletzt von einer anderen Prostituierten am 23. Oktober 1964 in Notting Hill gesehen worden, als sie zu einem Freier in einen Kraftwagen stieg. Nach Aussage der Zeugin war es ein Ford Zephyr oder Ford Zodiac. Nach ihren Angaben konnte das Phantombild eines rundgesichtigen Mannes angefertigt werden. Sie beschrieb ihn als untersetzt. Am 25. November 1964 wurde Browns nackte Leiche im nahen Kensington in einer Straße gefunden. Auch an ihr wurden Farbspritzer gefunden. Am 16. Februar 1965 wurde die achte Leiche, die achtundzwanzigjährige Bridie O’Hara, hinter einem Lagerschuppen in Acton gefunden. Auch an ihrem Körper fanden sich Farbspritzer. Alle Opfer waren eher kleine Frauen, die in der Straßenprostitution tätig waren.
Laut dem Journalisten Anthony Summers standen zwei der Opfer – Hannah Tailford (3. Opfer) und Frances Brown (7. Opfer) – in loser Verbindung zur Profumo-Affäre, und einige hatten in pornografischen Filmen mitgewirkt oder kannten sich von Partys.

## Ermittlungen
Mit Auffinden der vierten Leiche ordnete Scotland Yard unter Leitung von Chief Superintendent John Du Rose die bisher größte Sonderkommission in der britischen Kriminalgeschichte an: Über 120 Ermittler, darunter auch verdeckte weibliche Beamte, suchten in den einschlägigen Milieus nach Hinweisen. Die Polizei unternahm auch den für die damalige Zeit ungewöhnlichen Schritt, die Prostituierten der Stadt um Informationen zu bitten und sicherte Diskretion zu. Bereits in den ersten Tagen nachdem Aufruf über Radio und Fernsehen gingen etwa hundertzwanzig Aussagen ein.
Im Frühjahr 1965 gelang der Sonderkommission ein vermeintlicher Durchbruch: Bei einer Fabrik in Acton fand man Farbreste, die mit den bei mehreren Opfern gesicherten Proben übereinstimmten. Du Rose verkündete in einer Pressekonferenz, den Kreis der Verdächtigen von 20 auf drei Personen eingegrenzt zu haben – danach endeten die Morde jedoch abrupt und die Ermittlungen wurden ohne Festnahme eingestellt.
Bis heute bleibt die Identität des „Jack the Stripper“ ungeklärt. Neben zahlreichen Dokumentationen (u. a. BBC Great Crimes and Trials 1993) und Büchern wie Kirby Dick: Laid Bare – The Nude Murders and the Hunt for ‘Jack the Stripper’ (2009) und Neil Milkins: Who Was Jack the Stripper? (2015) führt eine Vielzahl von Theorien bis heute ins Leere.
Zunächst war ein Verdächtiger names Kenneth Archibald im Februar 1964 festgenommen worden. Er hatte den Mord an Irene Lockwood zunächst gestanden, es konnten aber keine sonstigen Beweise für die Morde erbracht werden. Nachdem er sein Geständnis auch widerrief, wurde er freigesprochen. Ein Verdächtiger, der ehemaligen Wachmann für Heron Industrial Estates Mungo Ireland beging vor seiner Vernehmung Suizid. Allerdings hatte er für den letzten Mord ein Alibi, da er am 11. Januar, als O’Hara verschwand, sich in Schottland aufgehalten hatte. Gleichwohl deutete Du Rose später an, dass er der Täter gewesen sei.
Im Februar 2019 zeigte BBC 4 Dark son: the hunt for a serial killer. In der Sendung wurde die Theorie des Kriminologieprofessors David Wilson vorgestellt, dass der in den 1920ern wegen Kindsmord verurteilte Harold Jones Jack the Stripper gewesen sei. Frances Browns Sohn Frank Brown fordert bis heute eine Wiederaufnahme der Ermittlungen mit Blick auf den Verdächtigen Harold Jones. Eine andere Theorie nennt den 1965 gestorbenen Boxweltmeister Freddie Mills als möglichen Täter, vor allem wegen seines Sterbedatums.